# Давид Гирландайо
Давид Гирландайо (на италиански: Davide Ghirlandaio; 14 март 1452 г. – 10 април 1525 г.), известен и като Давиде Гирландайо, рождена фамилия Бигорди (Bigordi), е флорентински художник от епохата на Зрелия ренесанс, брат на художниците Доменико Гирландайо и Бенедето Гирландайо, и чичо на Ридолфо Гирландайо. Представител е на Флорентинската живописна школа.

## Биография
Давид Гирландайо е роден във Флоренция на 14 март 1452 г. в семейството на Томазо и Антония Бигорди. Първоначално е помощник, а впоследствие и партньор на своя брат Доменико Гирландайо и работи в създадената от него художествена работилница. Съдейки по запазените документи от дейността на семейната работилница, в течение на своя живот Давид изпълнява най-вече функциите на администратор и помощник, като рисува най-често с братята си и по рядко самостоятелно. Както свидетелства Вазари, Доменико Гирландайо възлага всички административни задължения в работилницата на брат си Давид, като му казва: „Остави рисуването на мен, а ти се занимавай с деловите неща, защото сега, когато започнах да разбирам това изкуство, единствено съжалявам, че нямам поръчка да изпиша с фрески целите градски стени на Флоренция...“
От ноември 1475 г. до април 1476 г. Давид и Доменико са в Рим, където двамата рисуват във Ватиканската библиотека фрески с портрети на пророци и философи. Съдейки по запазените документи, в течение на своя живот Давид изпълнява в семейното ателие най-вече функциите на администратор и помощник, но въпреки това, фигурите на пророците е прието да се считат за съвместно произведение на двамата братя.
През 1476 г. Давид и Доменико работят в абатството Сан Микеле Арканджело в Пасиняно, където рисуват „Тайната вечеря“ в манастирската трапезария. През 1482 г. Давид отново придружава Доменико в Рим, за да помага на брат си за стенепосите на Сикстинската капела. През 1489 – 90 г. двамата братя изпълняват мозайката „Благовещение“ в люнета на портата на „Санта Мария дел Фиоре“, за която Давид получава последното плащане през януари 1491 г.
През 1491 – 93 г. Давид работи в Орвието (съгласно платежни документи от 20 април 1493 г.), където изпълнява мозаечни творби на фасадата на катедралата „Санта Мария Асунта“, които не са съхранени.
През 1493 г. прави мозайка на сцената „Рождество с поклонението на пастирите“ на фасадата на катедралата „Санта Мария Асунта“ в Сиена, която също не е достигнала до наши дни. През 1493 г. украсява с мозайка апсидата на катедралата в Пистоя.
След смъртта на Доменико Давид остава да ръководи работилницата и обучава своя племенник и син на Доменико – Ридолфо Гирландайо, който също става известен художник. В този период Давид продължава да работи основно върху мозайки в различни църкви в Тоскана.
Жени се два пъти – за Катерина Матеи Андре дел Габуро и по-късно за Томаза Луиджи де Морси, но няма сведения за техни деца. Умира във Флоренция на 10 април 1525 г.